# MT 6022 MKII
MT 6022 MKII (auch MT 6022 MkII geschrieben) bezeichnet einen Entwurf von Offshore-Schiffen. Die Schiffe werden als SCV (Subsea Construction Vessel) bzw. OCV (Offshore Construction Vessel) bezeichnet.

## Geschichte
Von dem von Marin Teknikk entworfenen Schiffstyp wurden zwei Einheiten auf der Kleven Verft für die Reederei Olympic Shipping gebaut. Die im Juni bzw. Dezember 2012 bestellten Schiffe kosteten jeweils circa 600 Mio. NOK und wurden 2013 (Olympic Ares) bzw. 2014 (Olympic Boa) abgeliefert.
Die Schiffe sind für Offshore-Bauprojekte konzipiert. Die Olympic Ares war beispielsweise im Rahmen des MeyGen-Projekt zum Bau eines Meeresströmungskraftwerks an der Installation von Unterwasser-Strömungsturbinen im Norden Schottlands beteiligt.

## Beschreibung
Die Schiffe werden dieselelektrisch durch zwei Elektromotoren mit jeweils 3000 kW Leistung, die auf zwei Propellergondeln des Typs Kongsberg Contaz 25 am Heck wirken, angetrieben. Die Schiffe sind mit zwei Querstrahlsteueranlagen im Bug und einer Querstrahlsteueranlage im Heck ausgestattet, die elektrisch mit jeweils 1400 kW bzw. 800 kW Leistung angetrieben werden. Weiterhin steht eine ebenfalls elektrisch mit 1200 kW Leistung angetriebene, ausfahrbare Propellergondel im Bugbereich zur Verfügung. Die Schiffe verfügen über ein System zur dynamischen Positionierung.
Für die Stromerzeugung stehen fünf von Caterpillar-Dieselmotoren des Typs 3516C mit jeweils 2230 kW Leistung angetriebene Generatoren sowie ein von einem Caterpillar-Dieselmotor des Typs 3512C mit 1700 kW Leistung angetriebener Hafengenerator zur Verfügung. Weiterhin wurde ein von einem Volvo-Penta-Dieselmotor des Typs D16 mit 300 kW Leistung angetriebener Notgenerator verbaut.
Die Decksaufbauten befinden sich im vorderen Bereich der Schiffe. Sie sind für die Unterbringung von bis zu 110 Personen (Schiffsbesatzung, Techniker und weiteres Personal) in 32 Einzel- und 39 Doppelkabinen eingerichtet. Hinter den Decksaufbauten befindet sich ein rund 1300 m² großes, offenes Arbeitsdeck. Das 21 m breite Deck kann mit rund 3450 t belastet werden. Die maximale Decksbelastung beträgt 10 t/m². Die Schiffe sind mit mehreren Kranen ausgestattet, darunter ein auf der Backbordseite angeordneter Schwerlastkran, der bis zu 250 t heben kann. Die Schiffe sind mit einem 211 m² großen Hangar auf dem Hauptdeck ausgestattet und können zwei ROV mitführen.
Die Schiffe sind mit einem 7,2 × 7,2 m großen Moonpool ausgerüstet. Im Bugbereich befindet sich ein Hubschrauberlandedeck, auf dem beispielsweise ein Sikorsky S-92 landen bzw. starten kann.

## Schiffe
| MT 6022 MKII | MT 6022 MKII | MT 6022 MKII | MT 6022 MKII | MT 6022 MKII |
| Bauname      | Bau- nummer  | IMO- Nummer  | Ablieferung  | Umbenennungen und Verbleib                                                                                               |
| ------------ | ------------ | ------------ | ------------ | --- |
| Olympic Ares | 362          | 9665712      | 2013         | |
| Olympic Boa  | 363          | 9682148      | 2014         | 2016: Olympic Athene, 2016: Seabed Constructor, 2020: Pacific Constructor, 2021: Constructor I, 2021: Orient Constructor |